# Nitrosopumilus maritimus
A Nitrosopumilus maritimus egy rendkívül gyakori archaea a tengervízben él. A Crenarchaeota 1a csoportjából elsőként sikerült izolálni tiszta tenyészetben. Génszekvenciáik arra utalnak hogy a Crenarchaeota 1a csoport mindenütt jelenlévőek az oligotróf felszíni óceánon és megtalálhatóak szinte mindenhol a nem partmenti tengervizekben a bolygó körül. Az egyik legkisebb szervezet 0,2 mikrométer átmérőjű. Ammóniát oxidálnak nitritté. Az N. maritimus képes 10 nanomoláros koncentrációnál is ammóniát oxidálni.  Az üledékből David Stahl (University of Washington) csoportja izolálta.
A Nitrosopumilaceae családba tartozik.